# Mesquita de Qubà
La mesquita de Qubà (àrab: مَسْجِد قُبَاء, masjid Qubāʾ) és una mesquita situada a Medina, a la regió del Hijaz, a l'Aràbia Saudita, construïda en temps del profeta Mahoma, al segle vii. Es creu que és la primera mesquita del món, fundada el primer dia de l'emigració de Mahoma a Medina. Es diu que la seva primera pedra va ser posada pel profeta en persona i que l'estructura fou completada pels seus companys. Posteriorment, la mesquita va ser modificada repetidament al llarg dels segles fins a la dècada del 1980, quan va ser substituïda per un nou edifici que és el que avui es conserva.

## Història

### Orígens
Segons els textos islàmics històrics, durant l'Hègira, quan Mahoma va anar de la Meca cap a Medina, aleshores encara anomenada Yathrib, es va aturar al poble de Qubà, prop de Medina, i, segons les fonts, s'hi va quedar entre 3 i 22 dies, durant els quals s'hauria fundat la mesquita o, com a mínim, l'hauria visitat.
S'han conservat relats diferents de la fundació de la mesquita. En un, Mahoma va fundar la mesquita ell mateix, tot i que hi ha diverses explicacions sobre com va ser escollit el lloc. Segons uns, era un mírbad, un lloc per assecar els dàtils que pertanyia a l'amfitrió de Mahoma, Kulthum; segons altres, el lloc triat fou on una dona anomenada Labba va lligar el seu ruc. Encara una altra versió, probablement una llegenda posterior inspirada en la història de la fundació de la mesquita del Profeta a Medina, narra que Mahoma va fer que Alí pugés a un camell i després va construir la mesquita on es va aturar el camell. Es diu que Mahoma va posar la primera pedra ell mateix i que les següents les van posar Abu-Bakr, Úmar i Uthman. També es conta que després visitava la mesquita cada dissabte i que hi va dirigir la pregària.
En un altre relat, la mesquita hauria estat construïda pels primers emigrants musulmans de la Meca i per alguns dels ansar de Medina abans de l'arribada de Mahoma. En fer-hi cap, durant l'Hègira, Mahoma hi hauria resat amb ells.
Alguns estudiosos occidentals han qüestionat la historicitat de la història de la fundació de la mesquita. Leone Caetani es va plantejar si Mahoma havia construït altres mesquites o si n'havia reconegut l'existència i va arribar a la conclusió que la història probablement és una invenció posterior, part de la tendència dels musulmans posteriors d'associar diverses mesquites, construïdes després de la mort de Mahoma, amb episodis de la seva vida. Johannes Pedersen, en canvi, defensa la versemblança de la història i argumenta que hi ha indicis a l'Alcorà i a altres fonts tradicionals que mostren que en temps de Mahoma ja existien altres mesquites i que van ser reconegudes com a tals per ell mateix.
Inicialment, la mesquita es trobava uns 6 km als afores de Medina, abans que Medina cresqués i engolís el poble de Qubà. La primera mesquita hauria estat orientada cap a Jerusalem i Mahoma probablement la va manar reconstruir quan l'alquibla va ser canviada i orientada cap a la Kaba de la Meca.

### Modificacions
La mesquita va ser modificada i ampliada repetidament en períodes posteriors. Ja va ser ampliada sota el califa Uthman (644-656), i una altra expansió es va produir l'any 684, durant el regnat del califa omeia Abd-al-Màlik ibn Marwan. Sota el seu successor, al-Walid I (705-715), la mesquita va ser de nou reconstruïda. El primer minaret va ser afegit durant el califat d'Úmar ibn Abd-al-Aziz (717-720).
L'any 1044 va patir una nova renovació quan el xerif Abu-Yala Àhmad ibn Hàssan hi va fer construir un mihrab, un nínxol que assenyala l'alquibla. Uns 80 anys més tard es van fer nous afegits i el 1160 es va renovar l'edifici per ordre del visir zèngida Jamal-ad-Din al-Isfahaní. En època mameluca, el sultà an-Nàssir Muhàmmad ibn Qalàwun va reconstruir la mesquita el 1333; el sultà al-Àixraf Barsbay va refer-ne el sostre el 1436; i el sultà Qàït-bay va fer-hi renovacions el 1476.

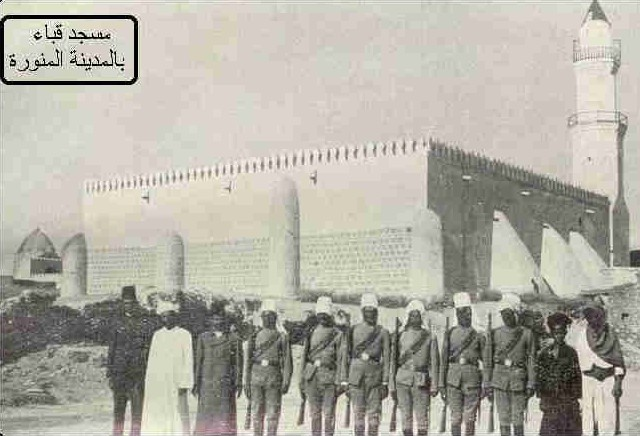
Imatge de la mesquita abans de 1900

Durant l'època otomana, el sultà Solimà I el Magnífic va patrocinar la reconstrucció del minaret i el sostre de la mesquita el 1543. El sultà Mustafà II va renovar aquests mateixos elements novament el 1699. Es van dur a terme grans renovacions i modificacions el 1829 i durant la dècada següent, a cavall dels regnats de Mahmut II (1808-1839) i Abdülmecit I (1839-1861).

### Reconstrucció moderna
La mesquita actual és el resultat d'una completa reconstrucció iniciada el 1984 durant el regnat del rei Fahd. L'arquitecte egipci Abdel-Wahed El-Wakil va rebre l'encàrrec de concebre una mesquita més gran i, tot i que inicialment pretenia incorporar l'antiga estructura al nou disseny, finalment es va decidir per enderrocar l'antiga mesquita i substituir-la completament per una de nova.

## Importància religiosa
Es considera que, si hom fa el wudú (‘ablució menor’) a casa i després realitza dues rakes d'una pregària nafl o opcional a la mesquita de Qubà, aquest ritual equival a realitzar una umra o pelegrinatge menor. La raó és que es diu que Mahoma hi anava, a cavall o a peu, cada dissabte i que hi feia una oració de dues rakes, i que va aconsellar a tothom que fes el mateix, tot dient-los: «Qui faci les ablucions a casa i després vagi a resar a la mesquita de Qubà, tindrà una recompensa com la d'una umra». Aquest hadit o fet del Profeta va ser recollit per Àhmad ibn Hànbal, an-Nassaí, Ibn Màjah i al-Hàkim an-Nixaburí.

### Menció a l'Alcorà
S'ha identificat la mesquita de Qubà amb la màsjid at-taqwa, «mesquita fundada en el temor de Déu i en la pietat», esmentada a l'aleia 108 de la sura 9, At-Tauba:
| «                                                | Alguns van fer una mesquita, lloc de pregàries, per fer el mal, per mostrar com ser infidels i no creure-hi, per crear les divisions entre els creients, per a refugi dels qui havien lluitat abans contra Al·là, Déu, i el Seu profeta i enviat. Ells van jurar, solemnement: “Només volíem fer el millor!”. Però Al·là, Déu, és testimoni fefaent que ells menteixen! No vagis mai a la mesquita d'aquesta gent a fer pregàries! De segur que hi ha altres mesquites que estan fundades des del principi en el temor de Déu, Al·là, i en la pietat. És molt més recte que facis bé en aquests llocs les pregàries i els ritus sants. En aquestes, hi ha homes pietosos a qui agrada purificar-se. I Déu estima els qui van sempre purificats! | » |
| — Alcorà 9:107–108 (traduït per Míkel de Epalza) | |   |

### Mencions en hadits
Els mèrits de la mesquita s'esmenten en nombrosos reculls de hadits: en dinou hadits del Sahih al-Bukharí, en tretze hadits del Sahih Múslim; en dos hadits del Súnan Abi-Dàwud i en sis hadits de la Muwatta de Màlik ibn Anas.
| «                                                       | Ens va explicar Mussa ibn Ismaïl que li havia explicat Abd-al-Aziz ibn Múslim, d'Abd-Al·lah ibn Dínar, [que ho sabia] d'Ibn Úmar, que el Profeta acostumava a anar a la mesquita de Qubà cada dissabte (a vegades) caminant i (a vegades) a cavall. Abd-Al·lah (i.e. Ibn Úmar) acostumava a fer el mateix. | » |
| — Recollit per Muhàmmad al-Bukharí, Sahih Bukharí, 1193 | |   |

| «                                                       | Ens va explicar Mussàddad que li va explicar Yahya, [que ho sabia] d'Ubayd-Al·lah qui diu que li va explicar Nafi, [que ho sabia] d'Ibn Úmar, qui deia que el Profeta anava a Qubà (a vegades) a cavall i (a vegades) caminant. I va afegir Ibn Numayr que li havia explicat Ubayd-Al·lah, [que ho sabia] de Nafi, que hi pregava dues arrakes. | » |
| — Recollit per Muhàmmad al-Bukharí, Sahih Bukharí, 1194 | |   |

## Arquitectura

### Forma primerenca
Sobre la mesquita original, les fonts parlen d'un recinte emmurallat quadrat o rectangular amb un pati obert al seu interior. Ja en temps de Mahoma, al costat de l'alquibla s'hi hauria construït una sala hipòstila. Malauradament, però, la majoria de descripcions històriques de la mesquita daten de períodes posteriors, quan l'estructura original ja havia estat ampliada. Ara bé, tot i les reformes i fins a la reconstrucció total dels anys 1980, la mesquita va mantenir sempre la seva forma «omeia», amb una sala d'oració hipòstila coberta i un pati interior envoltat d'arcades.
A l'època de les renovacions d'Úmar ibn Abd-al-Aziz, a principis del segle viii, sabem que les parets de la mesquita eren de carreus i calç, i el sostre de fustes nobles. Era decorada amb mosaics, probablement fets pels mateixos artesans romans d'Orient que van treballar en una renovació de la mesquita del Profeta a Medina aquells mateixos anys.
Les descripcions d'època abbàssida, com la que ens ofereix Ibn Xabba, ens permeten saber que la mesquita formava un quadrat d'uns 32 m × 32 m, amb un pati interior d'uns 24 m × 12,5 m, mentre que les parets tenien uns 9 m d'alçada i el minaret feia uns 24 m d'alt.

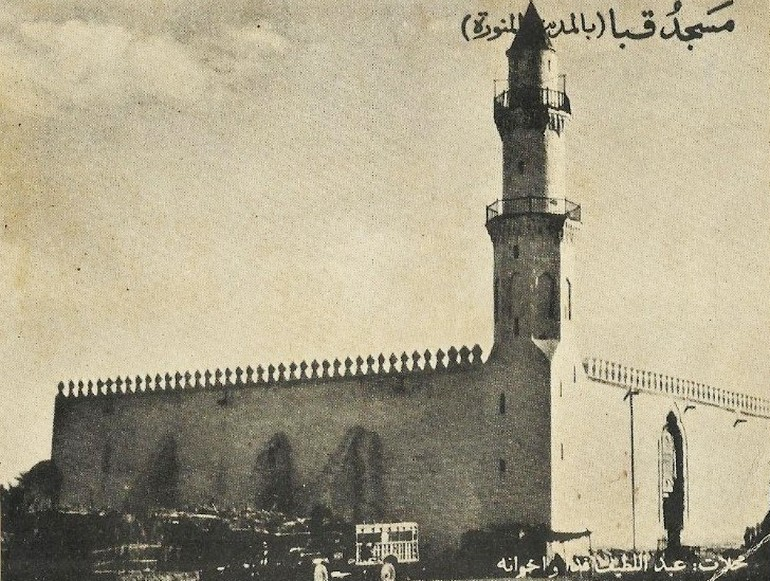
La mesquita abans del 1900

Les renovacions de principis del segle xix, iniciades pel sultà Mahmut II, van substituir el sostre pla original de la mesquita per un nou sostre de cúpules poc profundes suportades per arcs i columnes. Abans de la seva reconstrucció moderna, l'entrada occidental de la mesquita també tenia la façana decorada amb tughres otomanes (signatures cal·ligràfiques) i una inscripció que registrava les obres de Mahmut II. A finals del segle xix, l'escriptor Ibrahim Rifat Pasha va informar que la mesquita mesurava uns 40 m × 40 m amb un sostre uns 6 m alt.

### Mesquita actual
La nova mesquita, de l'any 1984, consta d'una sala d'oració rectangular construïda sobre una plataforma que anivella els desnivell del sol. La sala d'oració connecta amb un complex que inclou zones residencials, oficines, instal·lacions per a les ablucions, botigues i una biblioteca.
La nova mesquita inclou altres novetats: set entrades principals, quatre minarets als quatre extrems de l'edifici i 56 minicúpules que envolten el perímetre de la mesquita en el pis superior. El pati de la mesquita és decorat amb marbre negre, vermell i blanc i la majoria de l'estructura i els elements arquitectònics interiors, com ara el minbar i el mihrab, són decorats amb marbre blanc.
Els minarets arrenquen dels angles de l'edifici amb forma quadrada per transformar-se primer en un octògon i finalment, al cim, prenen forma circular.
La sala de pregària s'organitza al voltant d'un pati central i està coberta per sis grans cúpules que descansen sobre columnes agrupades. Una porxada, que té dues crugies de profunditat, voreja el pati a l'est i a l'oest, mentre que un pòrtic amb una única crugia el voreja al nord i el separa de la zona de pregària de les dones.
La zona de pregària de les dones, que està envoltada per una mampara, està dividida en dues parts ja que el passadís que connecta l'entrada nord amb el pati la creua.
Exteriorment, la mesquita de Qubà manté l'aparença característica de l'arquitectura de Medina, caracteritzada per la seva senzillesa: cúpules blanques nervades, construcció amb basalt i exterior modest.
El pati està senyalitzat amb marbre negre, vermell i blanc i durant el dia es protegeix de la calor abrasadora amb tendals. La gelosia arabesca que cobreix les finestres filtra la llum dels palmerars a l'exterior.

El nou edifici fou dissenyat per l'arquitecte egipci Abdel-Wahed El-Wakil, per l'arquitecte pakistanès Hassan Khan Sayyid i per l'arquitecte d'estructures de Stuttgart Mahmoud Bodo Rasch, deixeble de Frei Otto.

La mesquita actual
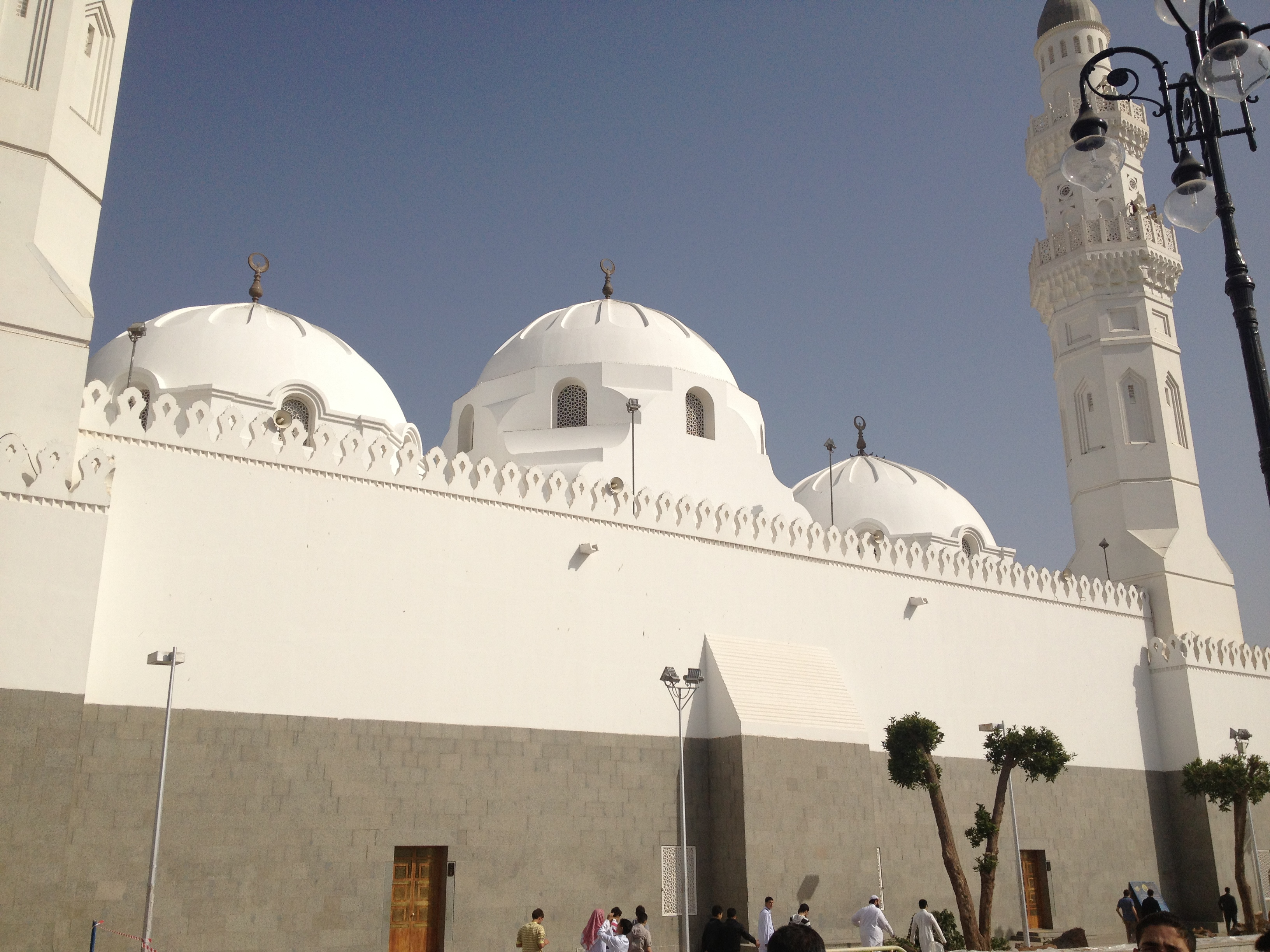
Exterior de la mesquita
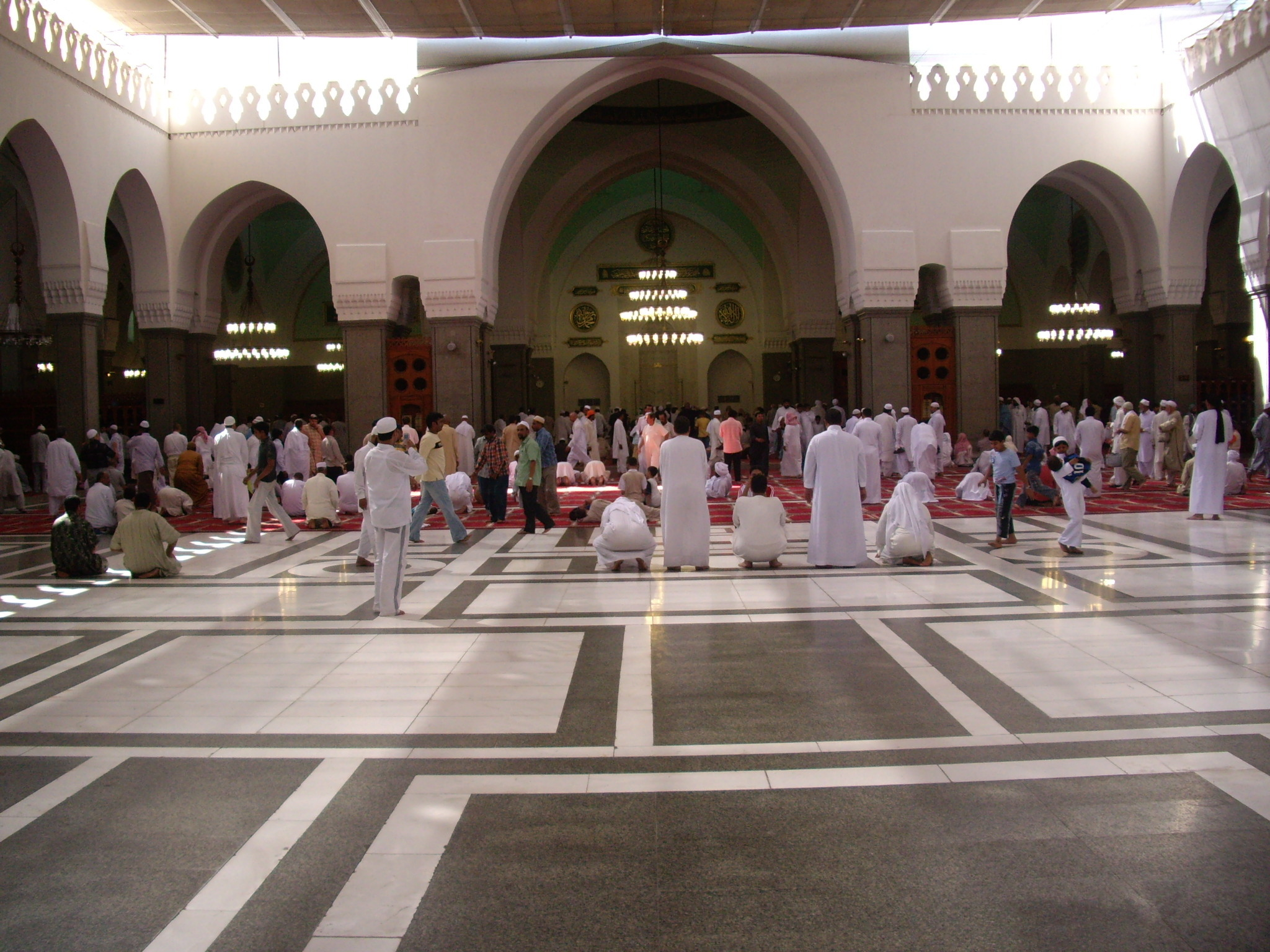
Pati interior
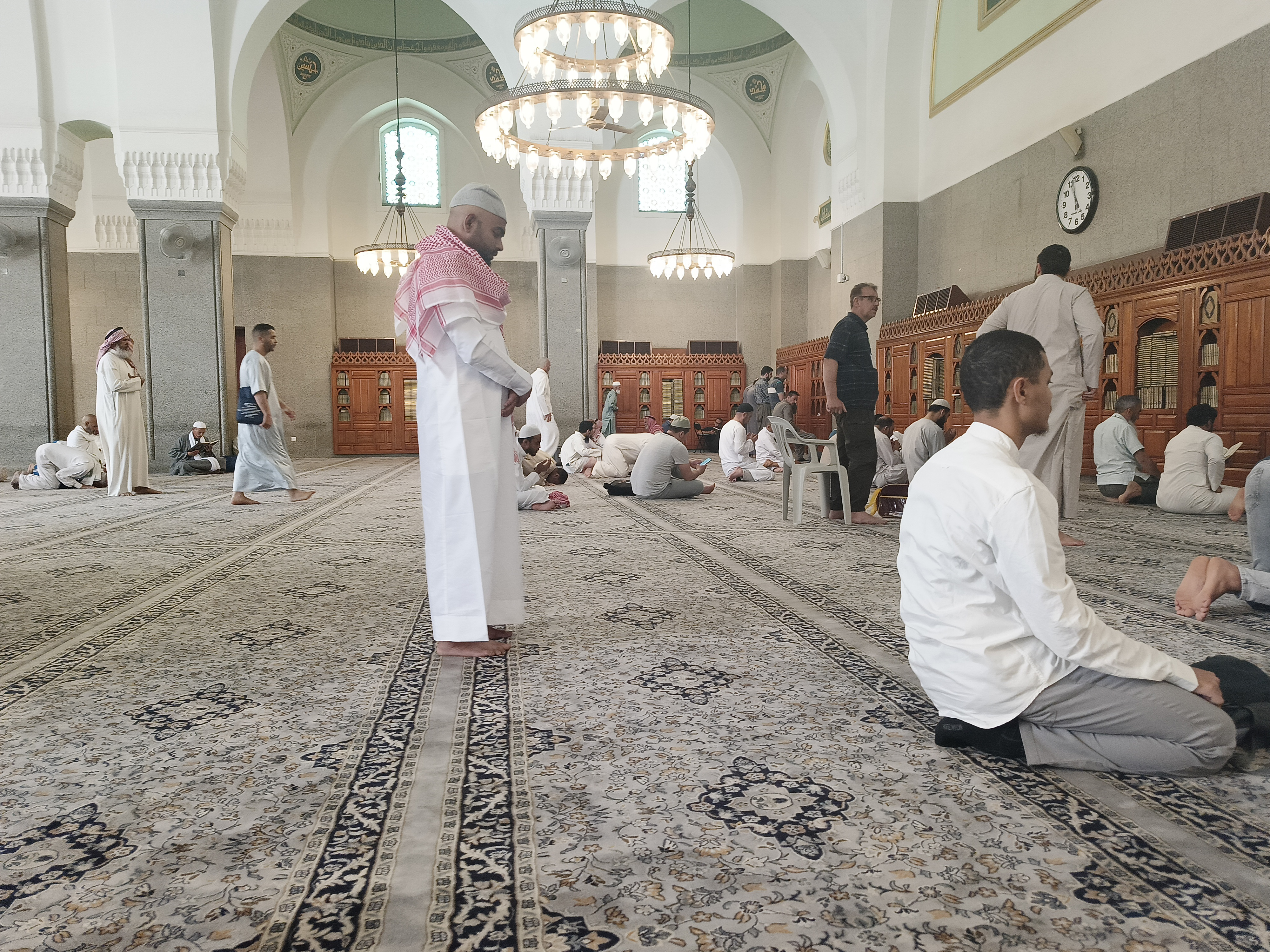
Interior de la sala de pregària
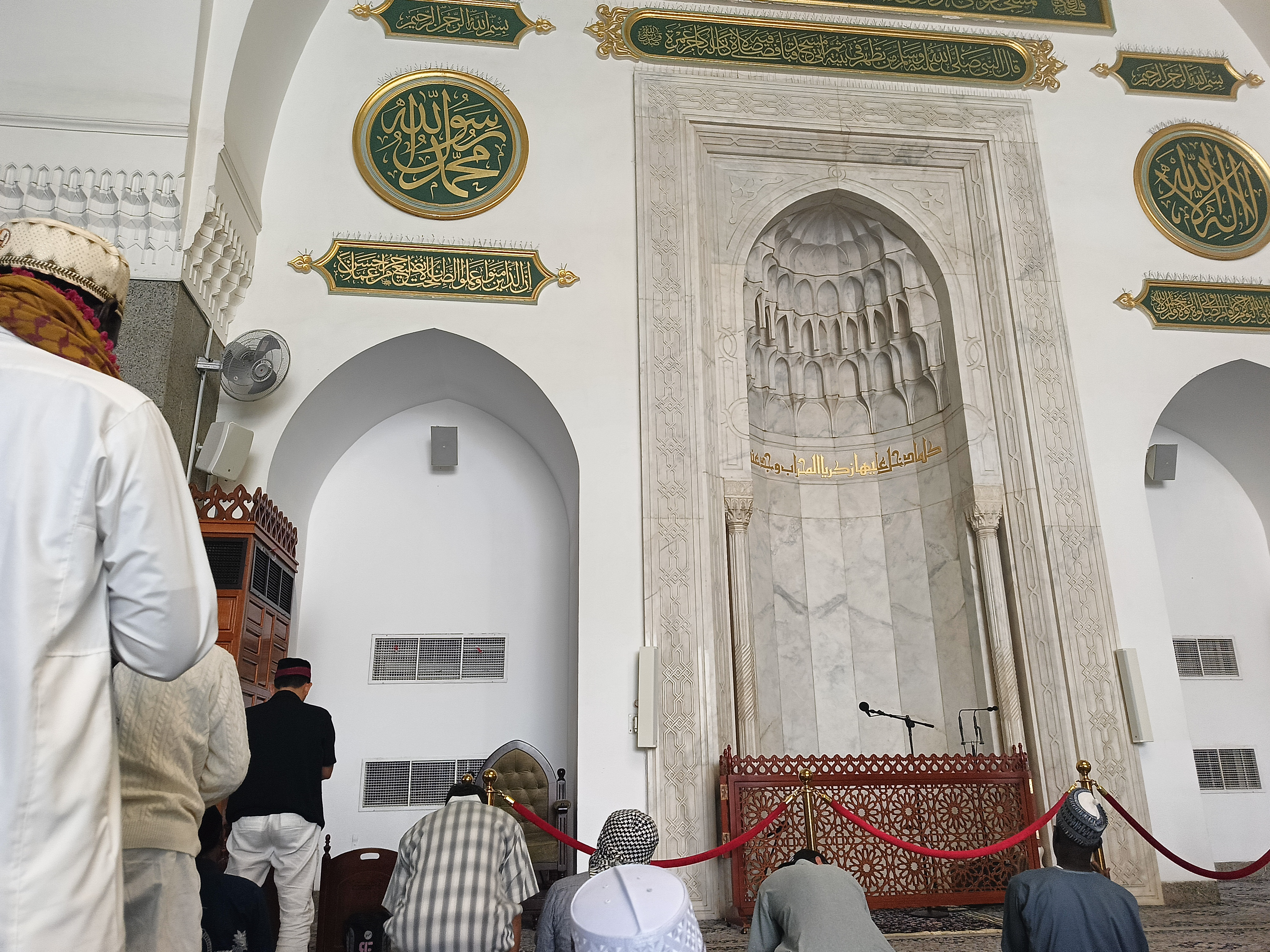
El mihrab